# Guy Gauthier (homme politique)
Pour les articles homonymes, voir Gauthier.
Guy Gauthier, né le 20 mars 1920 à Acton Vale et mort le 10 mars 2014 à Laval, est un médecin et un homme politique québécois.
Il est député de Berthier à l'Assemblée nationale du Québec pour l'Union nationale de 1966 à 1973.